# 桶川市立桶川中学校
桶川市立桶川中学校（おけがわしりつ おけがわちゅうがっこう）は、埼玉県桶川市にある公立中学校。略称は「桶中」（おけちゅう）で知られている。
桶川駅（最寄り駅）から徒歩3分程度。

## 沿革
- 1947年4月 - 桶川小学校の校舎の一部を借用し、開校[1]
- 同年12月 - 現在地に移転[1]。
- 1962年8月 - 鉄筋コンクリート校舎を新築[1]。

## 部活動
- 運動系
  - 剣道部
  - バドミントン部（女）
  - バスケットボール部（男女）
  - 陸上部
  - 水泳部
  - テニス部（男女）
  - 卓球部（男）
  - サッカー部（男）
  - バレーボール部（男女）
  - 野球部（男）
  - ソフトボール部（女）
- 文化系
  - 美術部
  - パソコン部

　　※2023年度からタブレット部に名称変更予定
- - 家庭部
  - 吹奏楽部

## 著名な卒業生
- 朝枝信彦 - ヴァイオリニスト
- 松岡洸希 - プロ野球選手

## 所在地
- 桶川市泉1丁目5番10号